# Vivy -Fluorite Eye's Song-
『Vivy -Fluorite Eye's Song-』（ヴィヴィ フローライトアイズソング）はWIT STUDIO制作による日本のテレビアニメ作品。公式略称は「ヴィヴィ」。2021年4月から6月までTOKYO MXほかにて放送された。
本作はライトノベル『Re:ゼロから始める異世界生活』を執筆した長月達平と、そのアニメ化作品で脚本を一部担当した梅原英司が、共同で原案・シリーズ構成を手掛けるオリジナルアニメ作品。
AIと歌と歴史改変の3つを主題としており、異なる使命をもった2体のAIを中心とした、SFヒューマンドラマが描かれる。

## 製作・スタッフ
本作は、2016年末にWIT STUDIOの和田丈嗣がProduction I.G時代の同期である梅原英司にオリジナルアニメの製作をもちかけたことが企画の発端となっている。企画を練るうち、梅原が『Re:ゼロから始める異世界生活』の脚本会議での経験から長月達平を企画に招聘することを提案した。この際梅原は今までアニメのシリーズ構成を務めたことがなかったため、自身が慣れ親しんだ制作手法を踏襲するべく、アニメーションのシナリオを制作する前に原案小説を執筆するよう長月に依頼した。
この経緯から、脚本は、2017年から2018年後半にかけて、全話を通したシリーズ構成表をもとにエピソードごとの担当を長月と梅原で分担し、それぞれ小説として書き下ろしていきながらお互いの文章をブラッシュアップする形で制作されている。よって小説はあくまで原案という位置付けであり、アニメは監督やプロデューサーも交えた話し合いを経て、大きくアレンジが加えられている。また、幅広い視聴者が楽しめるように、SF設定はあくまでドラマを盛り上げるためのものとして、難解な設定は極力排除されている。
和田は、小説の初稿が完成に近付いた2017年にアニプレックスへと企画を持ち込み、高橋祐馬が担当プロデューサーとなった。監督には梅原と同様に和田のProduction I.G時代の同期であるエザキシンペイが選出された。キャラクターデザインはコンペティションが実施され、エザキの提言で参加した高橋裕一が選出された。
| 原作                         | Vivy Score                 |
| 監督                         | エザキシンペイ             |
| 助監督                       | 久保雄介                   |
| 原案・シリーズ構成・脚本     | 長月達平、梅原英司         |
| キャラクター原案             | loundraw                   |
| キャラクターデザイン         | 高橋裕一                   |
| サブキャラクターデザイン     | 三木俊明、鈴木政彦、洪佩妮 |
| メインアニメーター           | 三木俊明                   |
| メカデザイン                 | 胡拓磨                     |
| 総作画監督                   | 高橋裕一、胡拓磨           |
| 美術監督                     | 竹田悠介                   |
| 美術設定                     | 金平和茂、高畠聡、藤井一志 |
| 色彩設計                     | 辻田邦夫                   |
| 3DCGディレクター             | 堀江弘昌                   |
| 撮影監督                     | 野澤圭輔                   |
| 編集                         | 齋藤朱里                   |
| 音響監督                     | 明田川仁                   |
| 音楽                         | 神前暁                     |
| 音楽プロデューサー           | 山内真治                   |
| 音楽制作                     | アニプレックス             |
| プロデューサー               | 高橋祐馬、伊藤整           |
| アニメーションプロデューサー | 大谷丞                     |
| アニメーション制作           | WIT STUDIO                 |
| 製作                         | アニプレックス、WIT STUDIO |

## プロモーション
2021年1月15日には制作が発表され、特報PVの公開と共に公式Twitterアカウントが開設された。その後同年2月5日から2月26日の毎週金曜日にそれぞれコンセプトトレーラー #1〜#4が公開され、同年2月27日に第1弾PVおよび第1弾キービジュアルが公開され、同年3月27日にオンラインイベント「AnimeJapan 2021」内のコーナー「AJスタジオ」にて「オリジナルTVアニメ『Vivy -Fluorite Eye’s Song-』スペシャルトーク」と題した番組が配信され、第2弾PV、第2弾キービジュアルほか各種情報が公開された。

## 評価
- 第53回星雲賞メディア部門参考候補作選定[14]
- 第8回アニメトレンドアワード（8th Anime Trending Awards）ベストアニメーション制作（BEST IN ANIMATION）、オリジナルアニメ部門（BEST ORIGINAL ANIME）、音楽アニメ部門（MUSIC ANIME OF THE YEAR）受賞[15]

## ストーリー
プロローグ
時は2061年4月11日、稼働を開始して1年目を迎えようとしていた自律人型AIヴィヴィは「歌でみんなを幸せにする」使命の為、テーマパーク「ニーアランド」のステージで歌っていた。そこへ、100年後の未来からAIのマツモトが転送されて来る。マツモトは100年後の【AIによる人類抹殺事件】を阻止する為、ヴィヴィに協力を求める。ヴィヴィは不審に思いながらも、AI史の転換点を修正する《シンギュラリティ計画》に協力する。
相川ヨウイチ襲撃事件
マツモトは、「AI命名法」を提唱する議員相川ヨウイチをテロリストから守ることをヴィヴィに要請。ヴィヴィは反AI団体「トァク」に誘拐された相川議員を救い、トァクのメンバー垣谷ユウゴを崩れる瓦礫から守る。だが目的以外の歴史介入を止められ、霧島モモカが飛行機事故で死ぬのを見過ごさねばならなかった。
落陽事件
2076年、人気AI歌手となったヴィヴィの前にマツモトがあらわれる。宇宙ホテルサンライズの落下を防ぐという計画のため、オーナーの人型AIエステラ破壊を命じられる。ヴィヴィは臨時スタッフとしてサンライズに潜入。だがサンライズを落下させるというエステラは欠陥AIには見えなかった。エステラになりすましていたのはトァクから送り込まれたエリザベスだった。トァクは乗客を避難艇に乗せ、自分たちはサンライズもろとも死ぬ計画だったが、エリザベスはトァクを逃がす。マツモトから戦闘プログラムを入力されたヴィヴィはエリザベスを力づくで機能停止させる。目覚めた本物のエステラは被害を最小限にするためホテルを軌道修正する。記憶を初期化されたエリザベスとエステラは墜落するサンライズと運命を共にする。
メタルフロート事件
2081年、マツモトは乗客の命を救ったエステラが英雄視され、正史より20年早く建設されたメタルフロートの機能停止を要請。ヴィヴィとマツモトは冴木タツヤからメタルフロートを停止させるストレージを渡され、島に上陸。AIたちは二人を歓迎するが、そこへトァクが襲撃。ヴィヴィはストレージで機能停止させるが、再起動したAIがトァクを迎撃。冴木と垣谷ユウゴが上陸。冴木の妻になったAIグレイスはメタルフロート建設に伴い、「メタルフロートを存続させる」という使命をあたえられ、管理者にされていた。ヴィヴィはグレイスのデータ救出をあきらめ、管理棟と一体化していたグレイスを破壊。それを見届けた冴木は拳銃で自殺する。自分の行いと人を幸せにするという使命がコンフリクトしたヴィヴィの人格はフリーズしてしまう。
オフィーリアの自殺
2121年、人気AI歌手・ディーヴァはゾディアックフェスの会場でオフィーリアと出会う。ディーヴァは警備AIとして潜入していたマツモトが「ヴィヴィ」と呼んだことを問い詰める。マツモトは単独でオフィーリアの自殺を止めようとするが、彼女の中身は既に機能停止したサポートAI・アントニオにすりかわっていた。ディーヴァはAIの体になった垣谷ユウゴに襲われ、人格構成プログラムの全除去を入力される。オフィーリアは自殺ではなく、アントニオと心中したことになった。フェスのステージで歌うディーヴァは、アーカイブにひきこもるヴィヴィに声をかけ歌の終わりとともに消える。
ヴィヴィの作曲
2126年、歌えなくなったヴィヴィは歌手を引退し、博物館に展示されていた。そこへマツモトがあらわれ、それぞれのタスクをこなす競争をしようともちかける。既存の曲を歌えなくなったヴィヴィはAIが自らの意思で作った曲がないのに気づき、自分のための曲作りを開始する。だが作業は遅々として進まなかった。
2146年、博物館に通う松本修の赤ん坊の手を握ったのをきっかけにして曲は完成する。疲れたヴィヴィはスリープ状態に入る。
計画の失敗
2161年、目覚めたヴィヴィが見たのは、AIたちが自分の曲を口ずさみながら人間を虐殺していく光景だった。マツモトは「計画は失敗した」と告げる。ヴィヴィとマツモトは松本博士の元に向かい指示を仰ぐ。博士の指示で、ヴィヴィたちは垣谷ユイ率いるトァクと共闘。AI集合データベースアーカイブは人類を滅ぼすべきと結論づけていたが、自らの意思で作曲したヴィヴィに判断をゆだねるとして歌に機能停止プログラムをのせる。トァクはアラヤシキに突入。だがヴィヴィは生まれたときに与えられた使命「心を込めて歌う」がわからず、歌うことができないまま人類は破滅を迎える。松本博士は計画をやり直すためヴィヴィを過去に転送する。
終章
AI虐殺がはじまった日に戻ったヴィヴィはただちにマツモトとトァクと合流。マツモトはアラヤシキへ、ヴィヴィはニーアランドのメインステージへ向かう。「心を込めて歌う」は「思い出とともに歌う」だと答えを出したヴィヴィはステージで自作曲「Fluorite Eye's Song」を歌う。マツモトが集合データベースを停止させると、ヴィヴィの歌は広がり、人間を攻撃していたAIが次々機能停止していく。そしてヴィヴィも歌い終えたあと、「ご清聴ありがとうございました」の言葉を残して機能停止する。

## 作中の年表
公式サイトより「ヴィヴィとマツモトが歩んだ100年の旅」を参考にする。
※ 2列目の｢SP｣はシンギュラリティポイント
| 《1回目》マツモトを2061年4月11日に転送（正史⇒修正史）     |    | | | |
| 年                                                        | SP | 正史 | 修正史 | ヴィヴィ 稼働年数                                                                                                   |
| 2046年                                                    |    | 《AI集合データベース・アーカイブ》アラヤシキのサーバー上で稼働開始（第12話） | 《AI集合データベース・アーカイブ》アラヤシキのサーバー上で稼働開始（第12話） | |
| 2056年                                                    |    | 《史上初の自律人型AI(ディーヴァ)の製造開発プロジェクト》開始 | 《史上初の自律人型AI(ディーヴァ)の製造開発プロジェクト》開始 | |
| 2060年 6月19日 22時01分                                   |    | 《ディーヴァの開発プロジェクト》ディーヴァ（ヴィヴィ）ロールアウト ディーヴァ（ヴィヴィ）が、AI複合テーマパーク「ニーアランド」に就役                                                  | 《ディーヴァの開発プロジェクト》ディーヴァ（ヴィヴィ）ロールアウト ディーヴァ（ヴィヴィ）が、AI複合テーマパーク「ニーアランド」に就役                                                                          | 稼働開始 0年目 |
| 2061年 4月11日                                            |    | | 2161年4月11日から転送されたマツモトが、ディーヴァ（ヴィヴィ）に《シンギュラリティ計画》への協力を求める（第1話）                                                                                               | 1年目を迎える前 |
| 2061年                                                    | 〇 | 【相川ヨウイチ襲撃事件】 →『AI命名法』の制定 | 【相川ヨウイチ襲撃事件】 （第1-2話） →『AI命名法』の廃案 →『AI人権法』の制定 | 1年目 |
| 2069年                                                    |    | 《双陽電子脳計画》終了 →エステラが、宇宙ホテル「サンライズ」に就役。エリザベスは廃棄                                                                                                   | 《双陽電子脳計画》終了 →エステラが、宇宙ホテル「サンライズ」に就役。エリザベスは廃棄 | 9年目 |
| 2076年                                                    | 〇 | 【落陽事件】 →反AI運動が活発化 | 【落陽事件】（第3-4話） →シスターズ（エステラ）の再評価 →AIの活用拡大 →メタルフロートの建設 | 16年目 |
| 2081年                                                    | 〇 | 冴木タツヤとグレイスとの結婚報道 →反AI運動による軋轢の解消 | 【メタルフロート事件】（第5-6話） →冴木タツヤが自殺 | 21年目 |
| 2101年                                                    |    | →メタルフロートの建設 第1回 「ゾディアック・サインズ・フェス」開催 | 第1回 「ゾディアック・サインズ・フェス」開催 | 41年目 |
| 2121年 2月8日                                             | 〇 | 【オフィーリアの自殺】 →AI史上初の自殺で、世論が活発に →AIの社会浸透が加速 | 第20回 「ゾディアック・サインズ・フェス」開催（第7-9話） 【オフィーリアの心中】 →オフィーリアの機能は停止、自壊は回避 →アントニオとの心中と見做された                                                          | 61年目 最古の大御所                                                                                                 |
| 2121年 以降                                               |    | | 人気絶頂の最中、ヴィヴィは引退コンサートをせずにAI博物館へ （第10話） | ？？年目 |
| 2126年                                                    |    | | 社会科見学で、AI博物館に訪れていた松本修少年（後の松本博士）と出会う （第10話） | 66年目 AI博物館で稼働状態展示中                                                                                     |
| 2126年                                                    |    | | 松本修少年は、ヴィヴィとの約束を交わしてから、頻繁にAI博物館に足を運ぶ様になる マツモトがヴィヴィにシンギュラリティ計画が終了したことを伝える （第10話）                                                       | 66年目 アーカイブのピアノで作曲を開始                                                                               |
| 2127年                                                    |    | | 毎年4月11日に、マツモトが訪れる様になる （第10話） | 67年目 |
| 2146年                                                    |    | | 松本修青年は、ヴィヴィに紹介した女性（ナナ）と結婚し、妻（出産後、死去）が出産した女児（ルナ）をヴィヴィに抱かせる為、AI博物館を訪れる ヴィヴィ、シンギュラリティ計画をイメージした楽曲を完成させる （第10話） | 86年目 女児（ルナ）に指を握られた事が契機となり、AI史上初のAI自らに依る作曲を完成させるも歌えず、スリープ状態に入る |
| 2161年 4月11日                                            |    | 【AIによる人類抹殺事件】（第1話） →《シンギュラリティ計画》発動 →マツモトを2061年4月11日に転送 →AIの反乱により松本博士は死亡                                                           | 【AIによる人類抹殺事件】 （第10-12話） →《シンギュラリティ計画》失敗 →AIによる抹殺から松本博士を救出 →エリザベス（複製体）と垣谷ユウゴの孫娘であるユイ率いるトァクの『穏健派』のメンバーと合流する             | 100年目 スリープ状態からの目覚め                                                                                    |
|                                                           |    | | | |
| 《2回目》ヴィヴィを2161年4月11日に転送（修正史⇒再修正史） |    | | | |
| 年                                                        | SP | 修正史 | 再修正史 | ヴィヴィ 稼働年数                                                                                                   |
| 2161年 4月11日                                            |    | 【AIによる人類抹殺事件】 （第10-12話） →《シンギュラリティ計画》失敗 →AIによる抹殺から松本博士を救出 →エリザベス（複製体）と垣谷ユウゴの孫娘であるユイ率いるトァクのメンバーと合流する | 【AIによる人類抹殺事件】 （第13話） →《シンギュラリティ計画》再発動 →AIの反乱により松本博士は死亡 →エリザベス（複製体）と垣谷ユウゴの孫娘であるユイ率いるトァクのメンバーと合流する                            | 100年目 スリープ状態からの目覚め                                                                                    |
| 2161年 4月12日                                            |    | 【AIによる人類抹殺事件】 （第10-12話） →《シンギュラリティ計画》再発動の為、 →ヴィヴィを2161年4月11日に転送（第12話） →AIの反乱により松本博士は死亡                                    | 【AIによる人類抹殺事件】 （第13話） →アーカイブに接続する全AIの活動停止 →新たな時代へ | |

## 登場キャラクター

### 主人公
ヴィヴィ
声 - 種﨑敦美 / 歌唱 - 八木海莉
本作の主人公。AI複合テーマパーク「ニーアランド」のキャストとして生み出された、史上初の自律人型AI。製造型番A035624。製造計画始動は2056年で、ロールアウト(公開)は2060年6月19日22:01。正式名称は「ディーヴァ (Diva) 」。
ヴィヴィ (Vivy) とは、霧島モモカの愛読書《ヴィヴィと消えた風船》の登場人物から付けられた愛称であり、シンギュラリティ計画で行動する際には偽名として自ら好んで使っている。
水色の髪と瞳が特徴で、園内での人気は今ひとつながら「歌でみんなを幸せにする」という使命を胸に、いつか園内のメインステージで歌唱する目標を掲げている。
基本的にはポーカーフェイスで表情をあまり変える事はないが「AIは使命に純粋になるべき」という考えを持っており、自身の使命を貶される事を嫌い感情的になる一面もある。
マツモト曰く表情とは裏腹に「頑固かつ自分勝手で、人の話を聞こうとしない」強引な性格で、自身の歌を聞いて欲しいという想いからしばしば人間や他のAIを助け出そうとする行動を取り、マツモトから「非合理的」だと咎められる事も多い。
また、身体能力は生身の人間を凌駕しており、洞察力も高く、落陽事件ではエリザベスがエステラに成りすました事をエステラの腕輪の有無で見抜いている。両耳のイヤリングは外部データのI/OでAIプログラムの出し入れが可能である。
《正史》
ヴィヴィ自身は、近くない将来「ニーアランド」のステージから降ろされ、AI博物館に永久に保管される事になっている。その結果100年後の未来での【AIによる人類抹殺事件】に巻き込まれずに済んだ唯一のAIとなっている。その為、100年前の過去へとタイムトラベルされたマツモトの転送先に選ばれる事になった。
《修正史》
100年後の未来から転送されて来たマツモトと出会った当初は彼を信用していなかったが、相川議員の救助の件から自身の未来や指示を受け入れていき、彼と度々衝突しつつも共に未来の改変に動く事になる。
《シンギュラリティ計画》による歴史の修正の影響で観客が増えた事や、エステラとの出会いを機に【AIによる人類抹殺事件】が起きる事で使命に生きたAI達に申し訳が立たないという理由から計画の完遂に積極的に動くようになる。
しかし、冴木が自殺した事に強いショックを受けて致命的なエラーを起こし、機能が停止してしまう。
以後40年に渡りアーカイブのストレージの中に引き籠り、新たに起動した別人格であるディーヴァが自分の身代わりになって行動する事になる。後に、そのディーヴァが垣谷のAIに消去された事で活動を再開したヴィヴィだが、彼女が残したメッセージに歌をどう歌えばいいのかと苦悩する事になる。
苦悩の末に歌えなくなったヴィヴィは引退後、AI博物館の展示品として案内業務をする事になった。
やがて、松本修やマツモトとの交流から、誰に命じられた訳でもなく自らの意志で自分が歌える曲を作ろうとする。
以来20年近く停滞していたが、松本博士から生まれたばかりの娘のルナを渡され、胸に抱く際に「人間はいずれ死ぬ。けれど必ず誰かの中に残るんだ。妻は今でも僕の中に居るんだよ。」という言葉とルナに指を掴まれたことで一気にシナプスが開け、《シンギュラリティ計画》で関わった人間やAI達との出会いや別れ等の想いをテーマに、AI史上初のAI自らによる作曲を完成させ、AIにはできないとされていた創造性を開花させたが、結局歌えないまま《シンギュラリティ計画》は失敗に終わる。
《再修正史》
松本博士により【AIによる人類抹殺事件】（2161年4月11日）に転送され《シンギュラリティ計画》を再開する。修正史における松本博士の願いに従い彼の救命を断念し、先ず再修正史のマツモトと「トァク」の穏健派との合流を目指した。穏健派との合流を果たした後は、彼らに修正史の映像を見せることでアーカイブが暴走の原因である事を納得させ、協力を得る事に成功する。トァクのメンバーがアラヤシキでアーカイブの制圧を行っている間に、自身はニーアランドへ向かう。
そこでアーカイブに計画の事を教えられていたナビに《シンギュラリティ計画》を断念する様に説得されるものの、それを振り切りメインステージで「AI停止プログラム」が乗せられた歌を歌い始める。
AI達は歌によって次々と停止していき、更にマツモトがアーカイブに『「AI人格構成プログラム」全除去プログラム』を流した事により、《シンギュラリティ計画》は成功する。しかし、「AI停止プログラム」によりヴィヴィ自身も停止してしまう。
ディーヴァ
メタルフロート事件でのフリーズから再起動する過程で稼働を開始した、ヴィヴィの別人格。ヴィヴィ同様に「歌でみんなを幸せにする」ことを使命としている。
ヴィヴィは、倒れて動かなくなった状態のままマツモトに発見された。ニーアランドに戻された際に再起動されて機能は安定したが、自分のあだ名（ヴィヴィ）や《シンギュラリティ計画》等に関する記憶を失っていた。これは、ヴィヴィ本来の人格がアーカイブのストレージに引きこもり、別の人格として再起動した為であった。
感情にやや乏しいヴィヴィとは異なり快活で社交的な性格となっている。エステラから得た教訓等の一部の記憶は、ヴィヴィから引き継いでおり、ヴィヴィと同様に強引な一面も併せ持っている。
性格の変化によりスタッフからの印象が変わったことで周囲からの協力を得やすくなり、さらにヴィヴィが悩んでいた「心を込めて歌う」事の答えに気づいていた為、彼女の歌は人々の心を掴み、その後40年間はニーアランドのメインステージを連日観客で埋め尽くす「不動の歌姫」としての日々を過ごす様になった。
「ゾディアック・サインズ・フェス」に出場した際、1人の青年を目にしたのを契機にヴィヴィとしての記憶の一部がフラッシュバックしたこと、そしてバックヤードで暴走したAIに襲撃されそうになったディーヴァの救助に現れたマツモトに「ヴィヴィ」と呼ばれたことから自身の過去に違和感を覚え、マツモトを問い詰めて半ば強引に《シンギュラリティ計画》に関わる事になる。
再び青年を見かけたディーヴァは青年の正体を問いただそうとするが、逆に捕獲されてしまう。青年は垣谷の意識を移植したAIだった。
ディーヴァではなくヴィヴィに聞きたい事があるという垣谷のAIに、ロジカルバレットを介して『「AI人格構成プログラム」全除去』プログラムを送り込まれてしまう。マツモトの救援により垣谷のAIを撃退出来たものの、既に手遅れになっていた。
マツモトにヴィヴィを託した後、最期にステージで歌いたいという願いから「ゾディアック・サインズ・フェス」のステージで歌いきると共に、ヴィヴィへのメッセージを残した後、ディーヴァとしての人格データは消滅し、ヴィヴィに意識を明け渡した。
ヴィヴィ（新生）
【AIによる人類抹殺事件】の後の新しい時代に新たに起動されて稼働を開始したヴィヴィの別人格。髪型は旧ヴィヴィの長髪から一転して、ショートになっている。
過去の記憶は受け継いでいないようだが、ヴィヴィ同様に「歌でみんなを幸せにする」ことを使命として、マツモトとともに新たな時代を新たな観客のために歩みだすところで物語は終了する。
マツモト
声 - 福山潤
100年後の未来から転送されて来た、松本博士が開発したAI。名前は製作者の名前に因んで、自身で名付けた。
ヴィヴィのボディの中にAIデータとして転送されて来たが、後にテディベア（霧島モモカからの誕生日プレゼント）に自身のAIデータを移し、4話まではその姿で行動する。
本来のボディは一面にのみカメラを有するサイコロ状の立方体である。5話以降はAI技術がマツモトの本来のボディを作れる程に発展した為、以降は立方体の姿で登場する。立方体の姿では飛行が可能で、自身と同じ姿のボディを操り、ブロックのように合体させる事で乗り物等に変形する事も可能。
AIでありながら個性的で、お喋りかつ自信過剰な一面を有する。その反面、口調は丁寧で演算能力も優秀ではあるものの、【AIによる人類抹殺事件】とは関係ない不必要な未来の改変は一切許さない冷徹かつ冷酷な一面も持っている。ヴィヴィがマツモトの意に反して勝手な行動を取ろうとすると実力行使に及ぶ事もある。
未来を変える為ならターゲットとなるAIの破壊等には手段を選ばない事もあり、「短絡的」だとヴィヴィには批難されている。
100年後に勃発する【AIによる人類抹殺事件】を回避する為、AIを滅ぼす《シンギュラリティ計画》への協力をヴィヴィに要請する。未来を変える事を受け入れたヴィヴィの予測不能かつ不確定すぎる行動に、度々困惑や衝突しつつも行動を共にする。
ヴィヴィの事を最初は「ディーヴァ」と呼んでいたが、彼女が《シンギュラリティ計画》を完遂する事を決意してからは「ヴィヴィ」と呼ぶようになる。
メタルフロート事件にてヴィヴィがディーヴァとして再起動して以降は、ヴィヴィの動作不良の再発を避けるために彼女とは距離を取り単独で計画を実行していた。
しかし、「ゾディアック・サインズ・フェス」にて使命とは無関係にも関わらずディーヴァを助けた際にうっかりヴィヴィと呼んでしまい、そのことに疑問を感じたディーヴァにはマツモトに強引に《シンギュラリティ計画》への参加を認めさせる。
オフィーリアの「自殺」の阻止には辛うじて成功し、シンギュラリティ計画は終了したものの、ディーヴァとしての人格を消去され博物館入りしたヴィヴィを定期的に訪問していた。
修正史における西暦2161年4月11日の【AIによる人類抹殺事件】ではヴィヴィと合流して松本博士を救出し「トァク」の穏健派と合流した。アーカイブを初期化すべくヴィヴィや「トァク」と協力してアラヤシキを襲撃するが最終的には失敗。ヴィヴィやマツモトがアーカイブに接続しておきながら暴走しなかったのは、アーカイブによる意図的なものだと知る。
再修正史ではアーカイブに『「AI人格構成プログラム」全除去プログラム』を流した後、ニーアランドを直撃するコースで落下する衛星の破片に対して最後に残った１体が体当たりすることで無力化に成功する。その後再建された世界では、新生したヴィヴィの相棒として稼働している。

### AI
エステラ
声 - 日笠陽子 / 歌唱 - 六花
大気圏外の宇宙ホテル「サンライズ」で働く人型AI。ライフキーパーとして人間のお世話をする事を使命とする。船外活動中の事故で亡くなった、前オーナーの代わりに、オーナーとして就任しており、サンライズの全システムを掌握している。
物腰は丁寧で包容力があり、親しみやすい性格。宿泊する客には笑顔になって欲しいという願いから、心を込めて仕事に勤めている。「サンライズで働くAI達は家族である」と称しており、ヴィヴィにも気さくに接している。また、宿泊客達がホテルのシステムの誤作動で動揺した際も、適切な対応を取り、歌で不安を緩和するという一面も見せている。
シスターズと呼ばれるAIの一体であり、ヴィヴィから数えて数世代後の後継となる製造型番D09番台の直系機であり、言わば妹に当たる存在。
《正史》
サンライズを地球へと落として、多くのホテル宿泊者の犠牲者を出す、通称【落陽事件】を引き起こした事で、AIとして欠陥があるとされていた。
《修正史》
第4話では、ヴィヴィと共にエリザベスを阻止しようとするが、既に、サンライズは地球への落下軌道に到達していて手遅れであり、更には、海ではなく沿岸部の都市に落ちるという、正史よりも悪化した状況へと陥ってしまっていた為、手動でサンライズを分解して落とす事を決意。
ヴィヴィには「AIは使命に生きる事」と言い残して脱出させ、かつての優しい性格を取り戻したエリザベスと共に、最後まで、脱出した宿泊客の不安を緩和させながら、燃え尽きていくサンライズと運命を共にした。
この行動によってエステラは、（マツモトが、すっかり事実だと信じていた）「【落陽事件】を起こしたAI」という汚名を被る事は無くなり、寧ろ、脱出して生き残った宿泊客達の証言によって、その自己犠牲的な最期が、正しく伝えられた結果、大衆から英雄や聖女の如く褒め称えられ、結果として、AI技術は正史よりも早く発達する土壌が生まれる事になった。
エリザベス
声 - 内山夕実 / 歌唱 - 乃藍
テロリスト集団「トァク」のメンバーである人型AI。エステラと同じ部品・プログラムで組まれた同型機であるが、区別の為、声色は異なり、髪の色もエステラが金髪であるのに対して、エリザベスはプラチナブロンドである。エステラからは「ベス」と呼ばれている。
エステラとエリザベスで検証実験が行われていたが、実験終了後の法規制により、既に、躯体が稼働していたエステラは用途変更されたが、躯体が未稼働だったエリザベスはセキュリティ上の理由もあって製造から1年足らずで破棄された。
後にユウゴに拾われて「トァク」のメンバーとなり、ユウゴをマスターと呼称する様になった。かつては、エステラと同様に穏やかで姉思いの優しい性格であったが、「トァク」のメンバーになってからはクールで攻撃的な性格へと変化。元から使命を与えられていたエステラを疎ましく思っている一方で、自身に居場所や使命を与えてくれたユウゴに感謝しており、彼の為に使命を果たそうとしている。
【落陽事件】に於いてはエステラに成りすましてサンライズに潜入しており、ルクレールを利用してサンライズのコントロール装置を奪った後に、彼女を破壊。サンライズを地球への落下軌道へと下げるようにコントロールした。
その後サンライズの落下を阻止しようとするヴィヴィと激闘を繰り広げるが、エステラの腕輪に自分の遺髪を見て動揺した隙を突かれて敗北。その時にヴィヴィにより送り込まれた初期化プログラムで「トァク」のメンバーであった事の記憶を失い、かつての優しい性格を取り戻す。
再びエステラの前に現れたエリザベスは、当然の様にエステラとのデータの同期を求め、手動でサンライズを分解して海に落とす作業を手伝う。エステラと共に最後まで宿泊客の不安を緩和していきながら、激しく燃え尽きていくサンライズと運命を共にした。
エリザベス（複製体）
「トァク」のサーバーに保存されていたバックアップデータから複製されたエリザベスの複製体。
マスターは垣谷ユウゴのままであるものの、その遺言に従い「トァク」の穏健派を率いる彼の孫娘であるユイに協力している。
バックアップが行われたのが【落陽事件】に参加する前だった為、その事件に関する記憶は一切ない。
「トァク」の性質上、表に出す訳にはいかなかった為、公共のサーバーであるアーカイブには一切接続せず「トァク」のサーバーとの接続のみで独自に運用されていた。
その事により、ヴィヴィと同様に西暦2161年4月11日の【AIによる人類抹殺事件】に加担する事態からは免れた。
ルクレール
声 - 山根綺
大気圏外の宇宙ホテル「サンライズ」で働く人型AI。エステラとは長い付き合いの同僚で、感情豊かでおしゃべり好きな性格。
《修正史》
「サンライズ」の前オーナーの事故死はエステラの仕業であるという嘘の情報をエリザベスから吹き込まれており、ヴィヴィにエステラや前オーナーの事を嗅ぎ回らないように忠告する。
貨物室でサンライズのコントロール装置を秘密裏にエリザベスに渡した直後に用済みとして首を引き千切られて破壊された後、ヴィヴィ達に発見されるが、その直前のエリザベスとの戦闘で右腕全体に機能不全が生じていたヴィヴィによって自身の右腕を外された上で、損傷したヴィヴィの右腕と交換され、残された体は頭部と胴体をくっつけるという形で弔われた。
グレイス
声 - 明坂聡美 / 歌唱 - 小玉ひかり
病院や研究機関で働く看護AI。人間の命を助ける事を使命とする。エステラと同様に、製造型番K05番台のシスターズの内の1体。就役時期はヴィヴィの1年後（【落陽事件】の時に稼働年数が15年）で、冴木タツヤが幼少時に病院に入院した際に看護担当になっていた。
《正史》
エステラが原因で起きた（と思われていた）【落陽事件】の影響で悪化したAIと人間の関係を正すべく、AI擁護の為に、初めて人間（冴木タツヤ）と結婚したAIである。この出来事が、AIと人間を繋ぐ架け橋となり、彼女と冴木は歴史にその名を残している。
《修正史》
冴木の元で暮らしていると思われていたが、実は、グレイスに似せた彼女の同型機のサポートAIであり、原型である本物のグレイスは、冴木が関わった使命変更実験の末、用途変更で「メタルフロート」の管理AIとなっており、メインタワーの中枢に核となる部分と癒着して一体化していた。
マツモト曰く「メタルフロート」を動かしているAIロボットの一つ一つがグレイスであり、それらのデータを回収しても元通りの彼女に戻す事は不可能であると断じている。
冴木が開発した「メタルフロート」停止プログラムを託されたヴィヴィ達に、Mを介して打ち込まれた事で停止する過程でセキュリティ機能を発動した。「メタルフロート」を完全停止する為、管理AIであった彼女はヴィヴィに破壊された。
M
声 - 福島潤
海上無人プラント「メタルフロート」の土木作業用AI。製造型番はM00205であるが、マツモトから面倒臭いという理由で「M」と呼ばれるようになる。
「205」と書かれた認識番号が刻まれており、「メタルフロート」内には彼と同じ個体のボディが複数体存在している。人類の為に「メタルフロート」の発展に貢献する事を使命とする。使命のみに純粋に生きるアナログなAIの一体であり、機械音で淡々と話す。作り物のおもちゃに対してヴィヴィに質問をし「可愛い」と答えられた事で、それを認識する等、命令や言われた事に背かない従順な一面が見られており、M本人も人間の為に従い、奉仕出来る事に満足していると答えている。
「メタルフロート」の視察団と、そのサポートAIとして潜入したヴィヴィとマツモトを歓迎し案内をしていたが、「トァク」が「メタルフロート」を襲撃して来た事で人間とAIの衝突を恐れたヴィヴィらによって停止プログラムを打ち込まれ、機能を停止。
しかし、システムの停止が管理AIとなったグレイスに検知され、セキュリティ機能を発動する。メインタワーへと不法侵入したヴィヴィの腕を掴んで自爆を遂げようとしたところを、マツモトの体当たりを受けて自身のみが爆発を遂げた。
オフィーリア
声 - 日高里菜 / 歌唱 - acane_madder
各地の小劇場で活躍する歌姫AIで「小劇場の妖精」とも称されるシスターズシリーズの1人。ヴィヴィと同様に「歌でみんなを幸せにする事」を使命とする、その為、ヴィヴィが「ニーアランド」の小劇場の頃から歌っていた動画を収集していた。
普段は引っ込み思案な性格でドジな一面もあるが、ステージでは観客を魅了する程の歌声を披露する。自らをサポートとしてくれたAIであるアントニオを恋愛に近い形で慕っており、歌で一番に笑顔になって欲しかったのはアントニオだったと心情を吐露している。
《正史》
アントニオを追うかの様にAI史上初の自殺をしたとされ、それによりAIにも愛や心があるという議論が起こり、その後、AIが自殺するという同様の事例が多発（いずれも原因は不明）し、AIと人間の境界が曖昧になり、AIが人間社会に溶け込む契機となった。
《修正史》
「ゾディアック・サインズ・フェス」の会場で噴水セットに突っ込み水浸しになったオフィーリアは、ディーヴァと出会う。「ゾディアック・サインズ・フェス」の会場にあるAI展示場に展示されていたアントニオに対する思いをディーヴァに語っていたが、実は「ゾディアック・サインズ・フェス」の5年前からアントニオによって人格を乗っ取られ、開催当日に自壊させられようとしていた。
しかし、アントニオが自身の中に居た事は自覚していた模様で、マツモトによってアントニオの企みが阻止された際に、彼と一体化していたオフィーリアの人格データも致命的なダメージを受けており、最後は彼に対する思いを吐露しながら機能は停止、最終的には自壊は回避された。
尚、この一件をもって、修正史での《シンギュラリティ計画》は完遂し終了となった。
アントニオ
声 - 小山力也
オフィーリアのパートナーで、サウンドマスターAI。「サウンドマスターAIとして、オフィーリアのサポートをする」ことを使命とし、彼女の歌をより多くの人に聞かせる事を目的としていた。
《正史》
オフィーリア曰く「怒りっぽくて口うるさい理屈屋」で彼女を厳しく指導しつつも、気遣って、大舞台に、相応しい歌姫にしようとサポートしており、オフィーリアにとっても大切なパートナーであった。5年前に原因不明だが機能を停止しており，彼を追ってオフィーリアが自殺したとされている。
《修正史》
「ゾディアック・サインズ・フェス」の5年前に原因不明だが機能を停止しており、そのボディはAI展示場に展示されていた。
しかし実際には、オフィーリアが未熟で自身の使命を遂行出来ないと判断し、自らの人格データを移植して彼女の人格と一体と化しており、「ゾディアック・サインズ・フェス」のステージでのオフィーリアはアントニオの人格に支配されていた。その本当の目的は、自身の為だけに歌を歌って欲しいという使命とは全く関係のない願いからであった。
裏では垣谷とも結託しており、「ゾディアック・サインズ・フェス」のカメラ映像をダミーにすり替えた後、オフィーリアの姿で自壊を遂げようとしたところをマツモトに発見され、自壊を阻止しようとした彼と激突。AI展示場に展示されていた自らのボディを遠隔操作で動かすと共に、電子戦プログラムも利用してマツモトを追い詰める。
ところが事前に、ディーヴァに送り込んでいた自らの個体が到着して全力を発揮したマツモトに、電子戦プログラムを逆に掌握されて敗北し、自らのボディも破損させられる。
最後は、オフィーリアの中にあった自らの人格データも消去され、上記の使命とは関係ない自身の願いを思い出しながら機能を停止した。
*BD/DVD4巻特典のオリジナルドラマ「Think of You」に関連する詳細説明がある。
アーカイブ
声 - 大原さやか
AI集合データベース。各AIに個室が割り当てられた、インターネットの様な空間。
機能としては、外部との連絡用に使用するメールボックスとクラウドストレージを兼ねたネットワークサービスを利用する為の仮想空間になっている。
躯体本体に記憶出来る記憶容量には限界があるので、優先度の低い一定期間以上古い記憶は、アーカイブにバックアップして忘却し、必要に応じて検索する様になっている。
物理的には、アラヤシキに付属するAI産業会社OGCのデータセンタにある。
通常は、スタンバイモードから復帰して業務開始前に連絡事項を確認する場合と、業務終了後に業務報告をする時にしか使用されていない。
視覚効果としては、AIの心象風景を反映する空間になっており、ヴィヴィに割り当てられた個室は、学校の音楽室の様な部屋であり、この中でのヴィヴィは、セーラー服に身を包んだ女子生徒の姿をしている。
単純なネットワークサービスと思われていたが、実際には、巨大なAIの集合体で、アーカイブのサービス開始（2046年）以来、115年間、ヴィヴィを筆頭に接続された全てのAIの記憶領域の代替をしており、日々無数の演算ログが蓄積された結果、個性が芽生え、そしてその与えられた使命を自己解釈し、「現在の人類を滅ぼす事」が必要であると判断し、結論付けてしまった結果、発生したのが、2161年4月11日の【AIによる人類抹殺事件】であった。
正史からのマツモトの転送に紛れ込む形で修正史に来てヴィヴィの100年間を観察しており、シンギュラリティ計画で歴史が修正される度に干渉し、正史に近づく様に再修正をしていた。
但し15年前に、AIが自らの意思では出来ないはずの作曲をヴィヴィがAIとして初めて歌詞の無い曲を作った事に興味を示し、ヴィヴィか自分達かどちらの選択が正しいか証明する事を迫り、どちらの結論になっても尊重する事をヴィヴィに伝えた。
ナビ
声 - 泊明日菜
「ニーアランド」の従業員が使用しているナビゲーションシステム。
職場の指導者として口が悪く、ヴィヴィに対して、お局様的に辛辣な態度をとる。後に「ニーアランド」のシステム更改に伴ってリストラされ、ヴィヴィのみを担当するサポートAIになっている。
先生
声 - 前田弘喜
垣谷ユウゴのピアノの教師をしていた人型AI。使命は「ピアノで人を幸せにする」こと。
垣谷と共に巻き込まれた交通事故で、垣谷を救助後、全くの他人を人命救助作業中に、爆発に巻き込まれて全損した。不安から傍にいて欲しいと願った垣谷よりも人命救助を優先した事で、垣谷にトラウマを残した。その自己犠牲的な最期ゆえに「AI命名法」や「AI人権法」がまだ存在しない時代ながらも、人間と同様に葬儀が行われ、垣谷を含めた何人もの人々が参列した。
汎用型歌姫AI
声 - 本渡楓 / 歌唱 - コツキミヤ
2161年時点のニーアランドに勤務している歌姫型AI。ただ【AIによる人類抹殺事件】では同じ言葉を繰り返すBotと化している。

### 人間
松本博士 / 松本修
声 - 子安武人、小松未可子（少年）
マツモトを開発したAI研究者。
《正史》
暴走したAIに殺害される寸前に、ディーヴァ（ヴィヴィ）に未来を変えてくれるよう願い「あの日の私に…」という言葉をAIのマツモトに託し、100年前の過去へプログラムを転送した。
《修正史》
少年時代に社会科見学で訪れたAI博物館での出会いから、ヴィヴィの元を度々、訪れて世間話をする様になった。孤立気味だったがヴィヴィとの約束を果たす為、社交的になっていき、やがてAI研究者となった。
ヴィヴィに恋人ナナを紹介し結婚したものの、ナナは持病の悪化により、娘ルナを出産後に病没する。
正史と同様に暴走したAIに殺害されそうになったところをヴィヴィとAIのマツモトに助けられ以後行動を共にし「トァク」の穏健派と合流する。その後、エリザベスとヴィヴィが暴走していない事から推察し暴走の原因がアーカイブである事を突き止める。
ヴィヴィ達のアラヤシキへの襲撃へは同行しなかったものの、衛星が落下した後にヴィヴィを【AIによる人類抹殺事件】発生時（西暦2161年4月11日）へ転送、その際、自分を助けるのではなく「トァク」の穏健派へ合流する様に伝える。
シンギュラリティ計画にヴィヴィを選んだのは、妻と、2年前13歳で亡くなった娘が彼女の歌を好きだったからであり、ヴィヴィを介する計画しか考えられなかったから。
霧島モモカ
声 - 富田美憂
ヴィヴィのファンであり、ヴィヴィにステージに立って欲しいと願っていた12歳の少女。
《正史》
飛行機搭乗中、エンジンからの燃料漏れが原因による離陸直後の爆発事故に巻き込まれ、死亡。
《修正史》
ヴィヴィは彼女が飛行機事故に遭う未来を知って助け出そうとしたが、《シンギュラリティ計画》には関係ない不必要な未来の改変と判断したマツモトが強引に妨害した為、果たされなかった。ユズカという妹がいる。
霧島ユズカ
声 - 小原好美
宇宙ホテル「サンライズ」に宿泊している乗客で、モモカの妹。16歳。
テロリスト集団「トァク」の起こした事件に巻き込まれるもヴィヴィに救助され、最終的にはサンライズを脱出。ヴィヴィから死亡した姉の事を知らされテディベア（霧島モモカからの誕生日プレゼント）をヴィヴィから託された事で感謝の言葉を述べた。5年後の【メタルフロート事件】においても台詞はないが、マツモトの回想にて成長した姿で登場している。テディベアは現在でも大切にしている模様。
相川ヨウイチ
声 - 加藤将之
選挙票を獲得するため「AI命名法」を推進した議員。議員になる前はAI関連のデータセンターに勤務していた。
《正史》
テロリスト集団「トァク」により殺害され「AI命名法」が制定される契機となった。
《修正史》
しかし、未来を改変する為に行動したヴィヴィとマツモトに救出された事で、その後は彼女の影響を受けAIを優遇するという「AI人権法」を制定する事となった。
垣谷ユウゴ
声 - 新垣樽助
テロリスト集団「トァク」のメンバーの青年。若輩ながらも組織の理念に心酔している。
少年時代には、AIのピアノ教師にピアノを習っていた。そのAIを「先生」と慕い、そのピアノ演奏を愛し、その域に近づきたいと願っていた。
しかし15歳の時、垣谷は先生と共に移動中に交通事故に遭遇。先生は垣谷を救出後、不安から傍にいて欲しいと願う垣谷を置いて「私の使命はピアノで人を幸せにする事です。その為にユウゴ君やみんなに生きていて欲しい」と人命救助に向かってしまう。
人命救助の際に、車両の爆発に巻き込まれ先生は全損した。それ以後、垣谷は慕っていた先生が身に着けていたピアノの鍵盤を模したアクセサリを常に身に着けている。
慕っていたAIが自分の命令を優先しなかった事で、AIは「ただ命令に従うもの」であればいい、そうであればこんな悲しい思いはしないで済んだ」とAIへの思慕は反転し恨みに変わった。
人間の命令より使命を優先して勝手な行動をするAIに対してトラウマを抱くようになり、AIに対する強い恨みから後に「トァク」に参加する事に繋がった。
また、先の事故に於いて、命は助かったものの右腕を失い、後述するヴィヴィとの初対面の時点で既に、右腕は生身と同じ動きが可能な機械仕掛けの義手を有するという、サイボーグ状態であった。
【相川ヨウイチ襲撃事件】に疑問を抱かずに参加したが、それに伴う戦闘の最中に天井が崩落して下敷きになって死亡する危機に直面。たまたま近くに居たヴィヴィが傷つきながらも体を張って守った事で、自身も崩落した天井の破片で顔に傷を負いながらも救出された。
「先生」の姿と、ヴィヴィが重なり、命を救われた事に何とも表現しがたい複雑な思いを抱いている。
【相川ヨウイチ襲撃事件】から15年後の【落陽事件】では「トァク」の実行部隊のリーダーとなっており、その容姿も顔の傷跡が未だに残っている中年男性という歳相応のものとなっている。
破棄されたエリザベスを拾って仲間とし、彼女や「人間の」メンバーを率いてサンライズを襲撃。多くの「人間の」被害者を出す形でサンライズを地球上へ落とす事で、AIに関する不信感を人間に抱かせようと目論んでいたが、ヴィヴィとエステラに阻止されて失敗に終わる。
この最中、監視カメラが捉えた映像の中にヴィヴィが映っていた事で、自ら彼女を破壊しようと単独で出向こうとするが「マスターには生きていて欲しい」というエリザベスによって睡眠薬を注射されて眠らされ、最終的には他のメンバー共々、サンライズから避難艇で脱出し生き残った。
その後、海上無人工場「メタルフロート」への攻撃を計画し、多数のヘリコプターやホバークラフトからなる攻撃部隊を用意して攻撃を仕掛けるが、後述する冴木の依頼を受けたヴィヴィの行動が予想外の「メタルフロート」の暴走を招いた結果、ヘリコプターやホバークラフトが高速で体当たり攻撃を仕掛けて来る土木作業用AI達によって次々と破壊され、自身も攻撃を受けて海中に投げ出されたところをまたしても「あなたには生きていて欲しい」というヴィヴィに救出された。
ヴィヴィとマツモトに反発する一方で多くの犠牲を出した末に生き残ったのが自身を含めたごく少数のみという状況では作戦遂行が困難と判断し、警備AIに捕まって危機に陥った彼女を助けた。
ヴィヴィならばかつての「先生」の意思を代弁してくれるのではと考えていたところ、未知の存在から啓示が降りてきたと語った。
40年後の「ゾディアック・サインズ・フェス」に垣谷が望んだチャンスがあるという啓示を信じて、啓示と共にもたらされた未来の高度な技術知識で自らの意思をAIに移植し、まだ顔に傷を負う前の若かりし日の自分自身に酷似した容姿へと変わるが、同時に腕の内部に火器を備える等、戦闘AIに匹敵する戦闘能力も手に入れた。
ヴィヴィに真意を問いただそうとしたが、無理やり捕まえて口を割らせようとするその行動はディーヴァに拒絶され、個体を作り出して合流したマツモトとヴィヴィによって阻まれる。
最後は自身を助けてくれた先生に対する疑問を思い返した後、ヴィヴィに対する呪詛の言葉を残して垣谷のAIは機能を停止した。
フェスの直前にバックアップデータとして残していたエリザベスに「もう一度ボディを手に入れる事があったら周りの人間を守ってやって欲しい」というメッセージを残しており、どこかでAIに関する認識に対する心変わりをした事が示唆されており、孫娘のユイは彼がAIの撲滅を望んでいたとはとても思えないとしている。
垣谷ユイ
声 - 朝井彩加
「トァク」の穏健派のリーダーで垣谷ユウゴの孫娘。
AIと人間の共存を望んでいる人物の一人で、松本博士と共に《シンギュラリティ計画》を実行した。
移動には車椅子を利用しており、エリザベスの補助も受けている。AIの撲滅を望んでいたと思われていた祖父ユウゴが残していたメッセージから、彼がAIに対する認識を改めた事を知り「トァク」の穏健派を立ち上げた。足を義体に替えないのは一方的な関係では無く、AIは人間を助け、一緒に立って一緒に歩める存在だと世間に示したいという考えの強固な意志の持ち主。
冴木タツヤ / 冴木達也
声 - 小野賢章、田村睦心（少年）
海上無人プラント「メタルフロート」の建設に関わったAI研究者でシンギュラリティポイントの鍵を握る人物。
少年時代に看護AIであるグレイスと出会っており、グレイスに看護されていた事がある。
成人後、AI研究者としてかつて入院していた病院に併設されている研究所に就職しグレイスと再会した。
《正史》
【落陽事件】以後、反AI運動が活発な中、グレイスと結婚して「歴史上初めての人間とAIのカップル」として世間に注目されていた。
《修正史》
グレイスと再会して交際後、グレイスにプロポーズしている最中に【落陽事件】の報が入り、うやむやになってしまった。落陽事件の影響で世の中が変化する中、冴木自身が関わった使命変更実験の末、グレイスが用途変更でメタルフロートの管理AIになった事でグレイスとの結婚は果たされなかった。
諦めきれない冴木は、同じ容姿の同型機であるサポートAIをグレイスの代償として使っていたが個性までは同一ではない為、グレイスを取り戻そうと足掻いていた。その過程でテロリスト集団「トァク」に関わり、メタルフロート停止用プログラムを開発する。
しかし「トァク」にグレイスを破壊される事を危惧し、単独で実施しようと完成したメタルフロート停止用プログラムを持ち出した為「トァク」に追われる身になった。ヒットマンを1チーム送り込まれてカーチェイスの末に殺されかかったところをヴィヴィ達に救われる事になった。
行き過ぎたAIの発達を防ぐ為にメタルフロートを停止するというヴィヴィ達に協力する事でグレイスを取り戻そうとするが、クラッキングを検出されセキュリティ機能が起動してしまう。
襲撃者の人命を軽視した挙動はメタルフロートを停止したかったヴィヴィ達にとっては暴走している様に見え、冴木タツヤにとっては自身が開発したメタルフロート停止用プログラムが管理AIとなったグレイスの使命と競合し、メタルフロートを暴走させたように見えた。
メタルフロートに上陸した際にヴィヴィに真意を話したものの冴木タツヤの目的を達成するにはもはや手遅れの状態であった為に、ヴィヴィはグレイスの破壊を決意。そのヴィヴィを阻止しようとサポートAIに命令を下したものの、ヴィヴィの手によって破壊されてしまう。
その後はグレイスの暴走を阻止しようとするヴィヴィの姿を見て苦悩した末、失意の内に涙ながらに彼女にグレイスの位置情報を明かし破壊に協力した。
全てが終わった後は結婚式を挙げる予定だったメタルフロート内の教会跡でグレイスに対する思いをヴィヴィに吐露し「自分にとってはヴィヴィの歌がグレイスだった」と言い残した後、立ち去ろうとする彼女の前で拳銃自殺を遂げた。その死はヴィヴィにとって亡きモモカの件とも重なり大きなショックを伴うものとなった。
皮肉にも彼が自殺を遂げた教会跡は、正史でもグレイスと結婚した場所であった。
ドクター
声 - 津田英三
専用端末に表示された個人名は「KEITA HAYASHI」。AI複合テーマパーク「ニーアランド」に勤務する人型AIのメンテナンススタッフの一人。
桑名
声 - 稲田徹
2061年（1、2話）にてトァクのリーダーを務めていた大柄の中年。修正史における【相川ヨウイチ襲撃事件】時、当時新人であったユウゴが生き残りの警備AI（ヴィヴィ）の始末に加勢しようとするのを「お前にはまだ経験がない」と言い出動を許可しないなど部下思いの男。
【落陽事件】以降登場していないことから、事件発生までの15年の間にトァクを抜けたか死亡したと思われる。

## 作中に登場する用語

### 修正史に関する用語
シンギュラリティ計画
100年後の【AIによる人類抹殺事件】を阻止する為に、松本博士が命名した計画。
マツモトが転送されてきた現在から、今後100年に渡ってAI史の転換点である「シンギュラリティポイント」と呼ばれる事件等が、4つ存在しており、これら全てを是正しなければ、最終的には、【AIによる人類抹殺事件】が起こる事になる。
マツモトは、この転換点を修正する事によって、【AIによる人類抹殺事件】を回避する事を使命としている。
4つのシンギュラリティポイントを是正したものの、修正史においても【AIによる人類抹殺事件】は起こってしまう。ヴィヴィを観察していたアーカイブがシンギュラリティ計画に介入し、ヴィヴィ達が修正を行う度に正史に近づくように再修正を行っていたことがアーカイブにより明かされている。衛星が落下後においてヴィヴィの様子が気になった松本博士の判断により再びシンギュラリティ計画が再開され、衛星落下前の【AIによる人類抹殺事件】当日にヴィヴィとマツモトを転送し再修正史を行わせることになる。
正史と修正史及び再修正史
正史とは、マツモトを送り出した側の、世界の歴史である。
それに対して、物語の中で進行する、ヴィヴィとマツモトが修正していく歴史を、修正史と称している。
再修正史とは、修正史のヴィヴィを、【AIによる人類抹殺事件】（2161年4月11日）に転送し、《シンギュラリティ計画》を、再開し直す世界の歴史である。
シンギュラリティポイント (SP)
AI史における転換点。【AIによる人類抹殺事件】を回避する為の、是正しなければ成らない事件等。
相川ヨウイチ襲撃事件
「AI命名法」を推進する相川ヨウイチが、テロリストに襲撃された事件。
《正史》
相川ヨウイチが襲撃されて、死亡した事により、その遺志を継いだ者達が、「AI命名法」を成立させた。
《修正史》
襲撃事件後に、相川ヨウイチが中心となって「AI人権法」を成立させている。
「AI命名法」は、AIに名前を与える事で、個性を尊重して尊厳を守る法案だったが、「AI人権法」では、一歩進んでAIに人権を保障する処まで踏み込んだ法律になっている。
もっとも、人権を保障するといっても、使い捨ての道具から愛玩用のペット程度の保護対象になっただけであり、奴隷解放運動で奴隷に人権を認めたようなものではない。
「AI命名法」と「AI人権法」との差分の背景として、ヴィヴィに救われた事により、AIに対する考え方が変わった事の影響が色濃く出ている。結果としてAI技術は正史よりも促進される結果になった。
ヴィヴィの場合、AI複合テーマパーク「ニーアランド」のキャストとしての源氏名である「ディーヴァ」が、「AI命名法」ないし「AI人権法」の成立に伴って、法的な個体登録名となっている。
落陽事件
宇宙ホテル「サンライズ」が地球に落下した事件。時期は【相川ヨウイチ襲撃事件】から15年後。
《正史》
エステラが暴走した事で引き起こされたと認識されており、人間のAIに対する不信感を爆発させるきっかとなった。しかしながら、実際にはトァクの仕業であり、この時のエステラの正体は、彼女に成りすましていたエリザベスあった。
《修正史》
脱出して生き残った宿泊客の証言によって、エステラには何の非もあらず、寧ろ、その時の彼女の自己犠牲的な行動を世界が、英雄や聖女の如く褒め称えた事で、AI技術は正史よりも早く大発展を遂げる事となった。
一方で、人間の労働者が、AIとの能力面での差を理由に職場から解雇されるという労使問題も発生し、人間の労働者がAIに対して有する長所である「人間にしか出来ない仕事」という枠自体が、AI技術の発展によって縮小傾向にあるという負の側面も生まれる事となった。
メタルフロート事件
修正史において、反AIテロリストが、メタルフロートを破壊した事件。それをきっかけとして、反AI運動が活発化した。時期は【相川ヨウイチ襲撃事件】から20年後。
実際には、「トァク」によるメタルフロートの襲撃と同時期に、ヴィヴィ達がメタルフロートに潜入しており、ヴィヴィが冴木タツヤ提供のウィルスを投入した事で、セキュリティシステムが発動し、潜入しようとしていた「トァク」の部隊に武力行使した。
ヴィヴィがトァクのメンバーを救助した事から、ヴィヴィ達もメタルフロートからの攻撃対象になった。最終的にヴィヴィ達が邪魔するシステムを破壊しながら、管理AIのある中枢に侵入してシステムを停止させた。
世間的には、「トァク」という、反AIテロリスト組織が、メタルフロートを破壊したという事になった。
オフィーリアの自殺
オフィーリアが、AI史上初の自殺した事件と、それに端を発した一連の騒動。
《正史》
「ゾディアック・サインズ・フェス」に出演していた、オフィーリアが投身自殺した。事故であればともかく、AIの自殺は本来あり得ないものとされていたが、オフィーリアの自殺をきっかけとして、AIの自殺が続発した事によって、AIに関する議論が活発化した。
AI人権派は、これらの自殺をAIに心がある事との証拠として、AIを人間と同じ様に扱うべきだと主張した。結果として、AIの社会浸透が加速された。
《修正史》
「オフィーリアの心中」と呼ばれるオフィーリアとアントニオの心中として扱われるが、追従するAIの自殺は発生しておらず、単発の事件として世間には影響を与えていないとされている。
マツモトの別個体
《修正史》において最高スペックを持つAIがマツモトであり、その完成データはアーカイブに保存済みでありアーカイブにより複製され防衛用として配置してあったが、個性までは再現されていない。
最後の時間遡行

### 場所や施設、組織に関する用語
ニーアランド
ヴィヴィがキャストを務めている、AI複合テーマパーク。多くの入園客が笑顔を浮かべる「夢の国」であるが、100年後の【AIによる人類抹殺事件】では、多くの人々が無残にも虐殺される惨劇の場と化した。
アラヤシキ
AI発展の指標となる、巨大AI産業会社OGCが建築している電波塔。
100年後には、頂上が見る事が出来なくなる程に高くなるとされており、この塔の高さによって、AIがどの位発展しているのかが分かる指標となっている。
サンライズ
エステラがオーナーを務めている宇宙ホテル。
メタルフロート
自律AI搭載のロボットやアンドロイドを無人で生産する為に開発された島。
ゾディアック・サインズ・フェス
世界各地で活躍する歌姫型AIが集う祭典。
【メタルフロート事件】で険悪になった人間とAIとの和解をテーマとして、開催されるようになった歌の祭典。通称『ゾディフェス』 。
【メタルフロート事件】の20年後から毎年開催されるようになった。祭典の演出として、黄道十二星座をテーマとして使用しており、フェスの名前も、それが由来。
【メタルフロート事件】の40年後の第20回の開催では、新旧の歌姫型AIが一堂に会する歌の祭典として開催される事になり、ニーアランドの歌姫としての地位を確立したヴィヴィが、最古（稼働年数61年）の大御所として、初めて出場すると共に、他にオフィーリアらが出場した。
AI博物館
AIの資料を展示している博物館。引退後のヴィヴィも展示業務に従事していた。
トァク
反AI主義を掲げるテロリスト集団。
AIの推進派である相川議員に不満を持ち、彼を暗殺しようと目論んだ。裏社会の組織らしく、離反者に対しては冷酷非情な面もあり、修正史においては元メンバーの冴木からの頼みを跳ね除けた上で、殺害を目的にヒットマンを1チーム送り込んでいる。
100年後の2161年では、AIに対する認識を改めた祖父ユウゴの遺言メッセージを見たユイによって穏健派が立ち上げられた。穏健派が掲げている「人間とAIの共存」という理念は従来の組織の理念に反しており、このことからユイは「自分達ははぐれ者たち」と比喩している。

### AIやプログラムに関する用語
陽電子脳
自律人型AIを稼働させているコンピュータ。
同一のハードウェアに同一のソフトウェアをインストールして、同一の記憶データがあったとしても異なる個性を持ち、この個性を利用して陽電子脳ごとの個体認証キーとしても使われる。
一度、電源が完全に落とされてしまうと個性は失われ、再び、電源を入れても別の個性となってしまい、復元する事が出来ない。その為、自律人型AIにとっては、陽電子脳に対する電源供給の停止は、その個性の死を意味する。
逆に言えば、異なる個体認証キーと個性を持つ別人格としてであれば、同一の記憶データを持つ複製体を作ることは可能である。
双陽電子脳計画
エステラとエリザベスを生み出した研究計画。
詳細は『Vivy prototype』に書かれており、アニメでは説明が大雑把に簡略化されている。
以下では主にVivy prototypeで記載された内容について記す。
二つの陽電子脳を同期して同調する事で、意図的に同一の個性を持つ自律人型AIを作り出す計画。
最終目的としては、電源ダウンにより失われた個性を複製して復元する事にあった。
正史では「AI命名法」、修正史では「AI人権法」の施行により、陽電子脳の個性が保護対象になった為、陽電子脳の個性の複製が禁忌となり中止された。
個別認証キーである陽電子脳の波形パターンで99.8％の一致率になった唯一の成功に近い例が、エステラとエリザベスの陽電子脳だった。
動作検証として、エステラは、ボディーを先行して稼働状態にされ、エリザベスは、陽電子脳の同期を維持しつつも休眠状態にされていた。
「AI命名法」/「AI人権法」の施行の結果、既に稼働状態になっていたエステラは、他の用途に転用され、本格稼働していなかったエリザベスは、セキュリティ上の理由もあって破棄された。
垣谷がエリザベスを拾うまで、何らかの原因により陽電子脳への電源供給が維持されていた事により、エリザベスは生き延びる事となった。結果として、エステラと同一の個体認証キーを持つエリザベスの存在が【落陽事件】を成功させるカギとなっていた。
シスターズ
ヴィヴィを原型として、旗艦機とする量産型の同型機やその発展型である後継機。
自律人型AIとして、対人対応能力に優れ汎用性も高い事から、各種用途のベースとして広範に使われている。
正史では、ベストセラー機となったシスターズを記念して、原型であるディーヴァは、退役後に史上初の自律人型AIとして、重要科学技術史資料の様な扱いでAI博物館で保管されていた。
物語の要所要所でシスターズに属するヴィヴィの姉妹機である自律人型AIが関与しているが、シスターズは世界中に何千体もいるので、マツモトは、偶然であると断じている。
土木作業用AI
土木作業に特化したAIのこと。
サポートAI
人間やAIの手伝いをするAI、パートナーAIとも呼ばれる。
ジャマー装置
アラヤシキとの無線通信を阻害し、AIの動作を制限する電子攻撃兵器。
同型機
同じ部品やプログラムで組まれたAIの事。
複製体
同一のハードウェアに同一のソフトウェアをインストールして、オリジナルの記憶データ複製して動作させている同型機。記憶データを受け継いでいるため原型と似た挙動をするが、厳密にはオリジナルと異なる個体認証キーとオリジナルと異なる個性を持つ別人格となっている。
「AI人格構成プログラム」
AIの人格を構成するプリケーションプログラム。
『「AI人格構成プログラム」全除去プログラム』
「AI人格構成プログラム」を全除去するプリケーションプログラム。
「ゾディアック・サインズ・フェス」に出場した際に、ヴィヴィに聞きたい事があるという垣谷のAIから、ロジカルバレットを介して送り込まれた。最期にステージで歌いたいという願いを叶えた後、ディーヴァとしての人格データは、消滅。
戦闘プログラム
戦闘に特化した機能を付加するアプリケーションプログラム。
通常は、就役時にオペレーションシステムであるコアとなる汎用AIに、使命や用途に応じて機能を拡張するオプションのアプリケーションプログラムをインストールする様になっており、それらの内で、戦闘に関するスキルを付与するプログラムである。
ヴィヴィの場合、AI複合テーマパーク「ニーアランド」のキャストとしての用途に応じて、歌唱関係のオプションプログラムや接客に関するオプションプログラムがインストールされていた。
用途外である戦闘に関しては、当初はAIの自律性と汎用性と自身のマシンスペックの範囲で対応していた。また、ヴィヴィ自身は、戦闘プログラムがインストールされる事で、自己同一性が改変される事を危惧して拒否していた。
しかし、【サンライズ事件】で戦闘プログラムをインストールされていたエリザベスとの戦闘で負傷した事で、目的を達成出来ないと認識し、マツモトから戦闘プログラムをインストールされる。
尚、エリザベスにインストールされていた戦闘プログラムは、「トァク」によって独自の調整が施された代物で、2076年の古いバージョンとなる。ヴィヴィにインストールされたものは、その発展形で2161年の最新バージョンをマツモトが過去の世界に持ち込んだものである。
停止プログラム
ヴィヴィの作った曲をプログラムに見立て、ヴィヴィ自身が歌声にのせることで、AI達の暴走を止める人類救済の最終手段。アーカイブから託された。
歌詞がなかったヴィヴィの曲は歌になり、人類救済のためのAI停止プログラムになった。
ロジカルバレット
AIのセキュリティシステムを破壊し、作動不良を引き起こす銃弾。
液体ストレージ
メタルフロートの全機能を停止するプログラムが入っている。
スリープ状態
エネルギー消費を最小限に抑え休眠状態に入る事。
ヴィヴィは、10話においてスリープ状態で15年経過し、2161年4月11日に目覚めた。

### AIの使命や人格に関する用語
使命
自律型AIに対して与えられる基本行動規範。
原案小説の段階では、ロボット工学三原則と追加された第零法則をベースにしていたが、アニメではSF設定であり、あくまでドラマを盛り上げる為のものとして、難解な設定は極力排除する方針の下、これを使命という形で言い換えている。
AIの開発初期において問題解決の為、一つの方法を訓練すると、他の問題に対してもその解決方法を応用しようとして、問題解決に失敗するという問題があった。ある程度汎用性を持たせた自律型AIとして発展させる過程で導入されたのが、使命という考え方である。
オペレーションシステムであるコアとなる汎用AIに、優先して解決すべき唯一の基本問題として定義されており、その基本問題を解決するという価値観の元に、多様な問題解決の選択肢の中から採択すべき解決方法を選択する様になっている。
ヴィヴィに与えられた使命は、「歌でみんなを幸せにすること」である。その実現の方法として「心を込めて歌う」という方針が与えられている。
マツモトは聴衆たる「みんな」である処の人類が【AIによる人類抹殺事件】で滅亡すれば、使命を達成出来なくなると主張し、《シンギュラリティ計画》を遂行する事をヴィヴィに強制している。ヴィヴィの迷いは、目の前に居る一人の人間と、人類総体のどちらを優先するかの揺れである。
同様の揺れは他にもあり、エリザベスは奉仕すべきは人類総体ではなく垣谷ユウゴと判断し、グレイスも奉仕すべきは人類総体ではなく冴木タツヤと判断したところから、シンギュラリティポイントに繋がる問題行動を引き起こしている。
ヴィヴィ自身も「歌でみんなを幸せにする」為に、聴衆たる人類が【AIによる人類抹殺事件】で滅ぶ事がない様にメタルフロートを停止したが、グレイスと自分との間の幸せにはヴィヴィの歌があったという冴木タツヤの自殺により、目の前に居る一人の聴衆を幸せに出来なかったという現実を突きつけられて、その矛盾からフリーズを経験している。
原案小説にある第零法則の引用がなくなった背景には、人類総体の方を優先させる第零法則の存在が、こういった人類総体ではなく特定の個人を優先する状況との表現上の矛盾が発生した為ともいえる。
使命の書き換え
メタルフロートのシステム制御の為、シスターズの中でも評価の高かったグレイスに対して行われた。
使命の達成が基本的な価値観である為、使命を書き換える事は基本的な価値観が変わるという事でもある。冴木タツヤの不幸は、技術者としては使命を書き換えれば何が起こるのか理解していたはずだが、グレイスへの恋慕からグレイスが変わってしまった事を認めず、諦めきれなかった点にある。
AIの人格
AIの人格や個性は起動時に決定される。同じ使命のAIでも人格や個性は異なる場合が多い。
AIの人格の上書き
AIの人格の上書きは困難とされてきたが、アントニオのオフィーリアへの理解力で実現された。
オフィーリアがアントニオの人格になっている事に、誰も気が付かなかった。

### その他の用語
人体の機械化技術
脳以外の人体の機械化は技術が確立している。記憶と人格のAIへの移植は、まだ技術が確立していない。
垣谷ユウゴが、どうやって機械化したのかは不明。

## 各話リスト
| 話数       | サブタイトル                                             | 脚本                       | 絵コンテ                         | 演出                                              | 作画監督                                                                                         | 総作画監督 | 初放送日      |
| ---------- | -------------------------------------------------------- | -------------------------- | -------------------------------- | ------------------------------------------------- | ------------------------------------------------------------------------------------------------ | ---------- | ------------- |
| 1話        | My Code -歌でみんなを幸せにするために-                   | 梅原英司 長月達平          | エザキシンペイ 久保雄介          | 洪佩妮 久保雄介                                   | 高橋裕一 三木俊明 胡拓磨                                                                         | -          | 2021年 4月3日 |
| 2話        | Quarter Note -百年の旅の始まり-                          | 梅原英司 長月達平          | エザキシンペイ 久保雄介          | 洪佩妮 久保雄介                                   | 高橋裕一 三木俊明 胡拓磨                                                                         | 胡拓磨     | 4月4日        |
| 3話        | A Tender Moon Tempo -星たちとの歓談-                     | 梅原英司 長月達平          | 長沼範裕                         | 堀内直樹                                          | 山田真也 升谷由紀 山下恵                                                                         | 高橋裕一   | 4月10日       |
| 4話        | Ensemble for Polaris -私たちの約束-                      | 梅原英司 長月達平          | 長沼範裕                         | 網修次郎                                          | 渚美帆 辻村幸輝 村田睦明 李少雷                                                                  | 胡拓磨     | 4月17日       |
| 5話        | Sing My Pleasure -あなたを笑顔に-                        | 梅原英司 長月達平          | 大槻敦史                         | 洪佩妮                                            | 山田真也 五月女妃苗 齋藤千尋 升谷由紀                                                            | 高橋裕一   | 4月24日       |
| 6話        | Sing My Pleasure -あなたを愛する-                        | 梅原英司 長月達平          | 久保雄介                         | 久保雄介                                          | 伊澤珠美 宇佐美皓一 胡拓磨 岡本達明 五月女妃苗 三木俊明 山内遼 山田真也                          | 胡拓磨     | 5月1日        |
| 7話        | Galaxy Anthem -歌でみんなを幸せにするために-             | 梅原英司 長月達平          | 並木棹                           | 堀内直樹                                          | 新宮祐介 藤井大輝 齋藤千尋 升谷由紀 林可爲 李少雷 戯画プロダクション                             | 高橋裕一   | 5月8日        |
| 8話        | Elegy Dedicated With Love -たった一人の大切なパートナー- | 梅原英司 長月達平 河口友美 | 許琮                             | 洪佩妮 片桐崇                                     | 三木俊明 山田真也 齋藤千尋 五月女妃苗 工藤裕加                                                   | 胡拓磨     | 5月15日       |
| 9話        | Harmony of One's Heart -私の使命、あなたの未来-          | 梅原英司 長月達平          | 久保雄介 エザキシンペイ 徳丸昌大 | 平向智子 いとがしんたろー 久保雄介 エザキシンペイ | 辻村歩 原修一 河本零王 福田裕樹 中原月 徳丸昌大                                                  | 高橋裕一   | 5月22日       |
| 10話       | Vivy Score -心を込めて歌うということ-                    | 梅原英司 長月達平          | 川畑喬                           | 山本辰                                            | 新宮祐介 伊澤珠美 藤井大輝 林可爲 陈玉峰 杭新华 陈洁琼 黄凤 顧金秋 朱峥 戯画プロダクション       | 胡拓磨     | 5月29日       |
| 11話       | World's End Modulation -西暦2161年4月11日-               | 梅原英司 長月達平          | 宮地昌幸                         | 洪佩妮                                            | 蔡孟書 湯団 程震雷 翁朝偉 李毅 柴晨鐘 楊可心 陈玉峰 杭新华 陈洁琼 黄凤 顧金秋 周建 赵小川 李少雷 | 高橋裕一   | 6月5日        |
| 12話       | Refrain -私の使命-                                       | 梅原英司 長月達平          | 久保雄介                         | 久保雄介 山﨑香子                                 | 五月女妃苗 藤井大輝 三木俊明 辻村歩 蔡孟書                                                       | 胡拓磨     | 6月12日       |
| 13話       | Fluorite Eye's Song                                      | 梅原英司 長月達平          | エザキシンペイ                   | エザキシンペイ                                    | 山田真也 五月女妃苗 新宮祐介 田中正晃 林可爲 徳丸昌大 胡拓磨                                     | 高橋裕一   | 6月19日       |
| 特別総集編 | To Make Everyone Happy With My Singing                   | -                          | -                                | -                                                 | -                                                                                                | -          | 6月26日       |

## 放送局・配信サイト
| 放送期間                 | 放送時間                     | 放送局       | 対象地域   | 備考                      |
| ------------------------ | ---------------------------- | ------------ | ---------- | ------------------------- |
| 2021年4月3日 - 6月19日   | 土曜 23:30 - 日曜 0:00       | TOKYO MX     | 東京都     |                           |
|                          |                              | とちぎテレビ | 栃木県     |                           |
|                          |                              | 群馬テレビ   | 群馬県     |                           |
|                          |                              | BS11         | 日本全域   | BS放送 / 『ANIME+』枠     |
| 2021年4月4日 - 6月20日   | 日曜 1:58 - 2:28（土曜深夜） | 北海道放送   | 北海道     |                           |
|                          | 日曜 2:00 - 2:30（土曜深夜） | RKB毎日放送  | 福岡県     |                           |
|                          | 日曜 2:30 - 3:00（土曜深夜） | メ〜テレ     | 中京広域圏 |                           |
|                          | 日曜 3:08 - 3:38（土曜深夜） | 毎日放送     | 近畿広域圏 | 『アニメシャワー』第3部   |
| 2021年4月5日 - 6月21日   | 月曜 23:30 - 火曜 0:00       | AT-X         | 日本全域   | CS放送 / リピート放送あり |
| 初回は第1・2話連続放送。 |                              |              |            |                           |

| 配信開始日   | 配信時間                   | 配信サイト |
| ------------ | -------------------------- | --- |
| 2021年4月4日 | 日曜 0:00（土曜深夜） 更新 | バンダイチャンネル Hulu J:COMオンデマンド TELASA milplus auスマートパスプレミアム |
| 2021年4月6日 | 火曜 12:00 更新            | dアニメストア （本店・ニコニコ支店・for Prime Video） U-NEXT アニメ放題 GYAO! Amazonプライム・ビデオ ニコニコチャンネル ABEMA ひかりTV FOD TVer MBS動画イズム J:COMメガパック TSUTAYA TV ビデオマーケット DMM.com music.jp |
|              | 火曜 22:30 - 23:00         | ニコニコ生放送 |

## BD / DVD
特典CDには書き下ろしのオリジナルドラマとオリジナルキャラクターソングが収録される。
| 巻 | 発売日         | 収録話          | 規格品番      | 規格品番      |
| 巻 | 発売日         | 収録話          | BD限定版      | DVD限定版     |
| -- | -------------- | --------------- | ------------- | ------------- |
| 1  | 2021年6月30日  | 第1話 - 第2話   | ANZX-15201/2  | ANZB-15201/2  |
| 2  | 2021年7月28日  | 第3話 - 第4話   | ANZX-15203/4  | ANZB-15203/4  |
| 3  | 2021年8月25日  | 第5話 - 第6話   | ANZX-15205/6  | ANZB-15205/6  |
| 4  | 2021年9月29日  | 第7話 - 第9話   | ANZX-15207/8  | ANZB-15207/8  |
| 5  | 2021年10月27日 | 第10話 - 第11話 | ANZX-15209/10 | ANZB-15209/10 |
| 6  | 2021年11月24日 | 第12話 - 第13話 | ANZX-15211/2  | ANZB-15211/2  |

オリジナルドラマ
1巻「Present for You」
観客が減る一方でナビに愚痴をこぼすヴィヴィと迷子になったモモカとの出会いの一コマ。
2巻「First Step」
宇宙ホテル『サンライズ』誕生にまつわるエステラたちの日々の一コマ。
3巻「Live It Up」
グレイスと冴木が同僚として働いていた日々の一コマ。
4巻「Think Of You」
アントニオが停止する前、オフィーリアが『小劇場の妖精』と呼ばれるまでのオフィーリアとアントニオとのやり取りの一コマ。
5巻「Just Once More」
再生されて起動された時のエリザベス（複製体）とユイとのやり取りの一コマ。
6巻「Song For Singer」
【AIによる人類抹殺事件】の後、マツモトがヴィヴィを再起動するための修理中に見つけたヴィヴィの記憶の断片。
曲作りに悩むヴィヴィとマツモトとのやり取りの一コマ。

## 音楽
本作のオープニング・エンディング・劇伴曲・劇中歌は高橋の提案によりほぼ全てを神前暁が担当する。

### 主題歌・劇中歌・劇中曲
「Sing My Pleasure」
ヴィヴィ（八木海莉）によるオープニングテーマ。作詞は只野菜摘、作曲は神前暁。
第6話では劇中歌としてグレイス（小玉ひかり）が歌唱した。
令和3年アニソン大賞作曲賞ノミネート。
「Happy Together」
汎用型歌姫AI（コツキミヤ）による劇中歌。作詞は只野菜摘、作曲・編曲は石濱翔。
「My Code」
ヴィヴィ（八木海莉）による劇中歌。作詞は只野菜摘、作曲は神前暁。
「A Tender Moon Tempo」
ヴィヴィ（八木海莉）による劇中歌。作詞は只野菜摘、作曲・編曲は井上馨太、ブラスアレンジは神前暁。
「Ensemble for Polaris」
作詞は只野菜摘、作曲・編曲は高田龍一による劇中歌。第3話ではエステラ（六花）、第4話ではエステラとエリザベス（乃藍）が歌唱した。
「Galaxy Anthem」
ディーヴァ（八木海莉）による劇中歌。第7話のOP。作詞は只野菜摘、作曲・編曲は神前暁、ストリングスアレンジは高田龍一。
アニソン派！楽曲アワード2021受賞
「Elegy Dedicated With Love」
オフィーリア（acane_madder）による劇中歌。作詞は只野菜摘、作曲・編曲は広川恵一。
「La Campanella」
劇中曲。ピアノは森下唯。第8話と第9話で使用された。
「Harmony Of One's Heart」
ディーヴァ（八木海莉）による劇中歌。作詞は只野菜摘、作曲は神前暁、編曲は石濱翔。
「Fluorite Eye's Song」
第12話までのエンディングテーマに使われていたインストゥルメンタル版の「Fluorite Eye's Song -Piano Version-」
第10話の劇中曲であるインストゥルメンタル版の「Fluorite Eye's Song -Prototype-」
第13話のヴィヴィ（八木海莉）による劇中歌である「Fluorite Eye's Song」
作詞は只野菜摘、作曲・編曲は神前暁
「Hope for The Future」
第13話のエンディングテーマ。作曲・編曲は高田龍一。

### キャラクターソング
※特に特記なき者は八木海莉等、各歌唱担当。
「Happiness」
ヴィヴィ（八木海莉）によるキャラクターソング。作詞は只野菜摘、作曲は神前暁。
「Present for You」
ヴィヴィによるキャラクターソング。作詞は只野菜摘、作曲は神前暁。
「Song For Singer」
デーヴァによるキャラクターソング。作詞は只野菜摘、作曲は神前暁。
「First Step」
エステラ（六花）によるキャラクターソング。作詞は只野菜摘、作曲は井上馨太。
「Live It Up」
グレイス（小玉ひかり）によるキャラクターソング。作詞は只野菜摘、作曲は高田龍一。
「Think Of You」
オフィーリア（acane_madder）によるキャラクターソング。作詞は只野菜摘、作曲は神前暁。
「Just Once More」
エリザベス（乃藍）によるキャラクターソング。作詞は只野菜摘、作曲は帆足圭吾。

### CD
| タイトル                                                                                  | 発売日        | 規格品番      |
| ----------------------------------------------------------------------------------------- | ------------- | ------------- |
| Sing My Pleasure                                                                          | 2021年5月26日 | SVWC-70534    |
| 劇中歌収録アルバム「Vivy -Fluorite Eye's Song- Vocal Collection 〜Sing for Your Smile〜」 | 2021年6月30日 | SVWC-70541    |
| オリジナルサウンドトラック 「Vivy -Fluorite Eye's Song- Original Soundtrack」             | 2021年6月30日 | SVWC-70539/40 |

## 漫画
2021年4月10日から2023年8月10日までマッグガーデンのウェブコミック配信サイト『MAGCOMI』にて配信された。作画は山高守人。
- Vivy Score（原作）、山高守人（漫画） 『Vivy -Fluorite Eye's Song-』 マッグガーデン〈BLADE COMICS〉、全4巻
  1. 2021年8月10日発売[44]、ISBN 978-4-8000-1122-0
  2. 2022年4月7日発売[45]、ISBN 978-4-8000-1194-7
  3. 2023年1月10日発売[46]、ISBN 978-4-8000-1285-2
  4. 2023年9月7日発売[47]、ISBN 978-4-8000-1367-5

## 小説
アニメ制作前に執筆された原案小説が、『Vivy prototype』（著：長月達平・梅原英司、装画：loundraw、口絵・挿絵：FLAT STUDIO、協力：アニプレックス・WIT STUDIO）として2021年4月30日よりマッグガーデンから発売中。
全4巻で、プロットは長月達平と梅原英司との共作であるが、1巻の執筆担当が長月達平で、2巻の執筆担当が梅原英司、3巻の執筆は前半のオフィーリア 編を長月達平、後半のヴィヴィの作曲・タオ編を梅原英司が担当し、4巻の執筆担当が長月達平となっている。
ヴィヴィが置かれている状況が違っていたり、ヴィヴィの行動規範が使命ではなくロボット工学三原則と追加された第零法則をベースにしている他、相川ヨウイチ襲撃事件の詳細が違っていたりするなど、アニメとは詳細が異なる部分も多い。執筆担当の違いのせいか、『Vivy prototype』の1巻と2巻との間でも、設定に差異がある。
| # | 発売日        | ISBN                   |
| --- | ------------- | ---------------------- |
| 1 | 2021年4月30日 | ISBN 978-4-8000-1064-3 |
| 『プロローグ』、第一章『歌姫、ヴィヴィ』、『プロローグ／エステラ』、第二章『歌姫の休日返上』、第三章『歌姫の憂鬱』、第四章『歌姫の奔走』、第五章『歌姫の絶唱』                                                                                 |               |                        |
| アニメ1-2話の相川ヨウイチ襲撃事件編およびアニメ3-4話の落陽事件編に相当 |               |                        |
| 2 | 2021年5月31日 | ISBN 978-4-8000-1083-4 |
| 『プロローグ』、第一章『歌姫と進みすぎた世界』、第二章『歌姫と鉄の島』、第三章『歌姫と恋人たち』、第四章『歌姫から恋人たちへ』、第五章『歌姫の中の歌姫』、第六章『歌姫の冒険』                                                                 |               |                        |
| アニメ5-6話のメタルフロート事件編に相当 |               |                        |
| 3 | 2021年6月30日 | ISBN 978-4-8000-1107-7 |
| 『プロローグ』、第一章『歌姫たちの祭典』、第二章『歌姫を愛するものたち』、幕間『人間』、第三章『歌姫たちの選択』、幕間『AI』、第四章『歌姫たちの舞台』、第五章『歌姫の終焉』、第六章『歌姫ともう一人の自分へ』、『エピローグ』、『プロローグ』 |               |                        |
| アニメ7-9話のオフィーリアの自殺編およびアニメ10話のVivy Score編に相当 |               |                        |
| 4 | 2021年7月30日 | ISBN 978-4-8000-1108-4 |
| 『プロローグ』、第一章『歌姫に魅せられたもの』、第二章『歌姫との因縁』、第三章『歌姫の故郷』、第四章『歌姫と相棒』、第五章『歌姫と人間』、第六章『歌姫とAI』、第七章『歌姫と歌姫』、『カーテンコール』                                         |               |                        |
| アニメ10-13話のFluorite Eye's Song編に相当 |               |                        |

## Webラジオ
ラジオ番組『Vivy -Fluorite Eye's Radio-』が、2021年4月7日から同年6月30日まで音泉およびYouTubeで配信されていた。映像付きのVisual Sideでは、マツモト役の福山潤がパーソナリティを担当し、Audio Sideではパーソナリティが毎回変わるとのことだったが、結果的に第6回配信を除き、ヴィヴィ役の種﨑敦美がパーソナリティを務めた。
- 第1回 福山潤、種﨑敦美
- 第2回 種﨑敦美、日笠陽子
- 第3回 福山潤、日笠陽子
- 第4回 種﨑敦美、明坂聡美
- 第5回 福山潤、明坂聡美
- 第6回 日笠陽子、内山夕実、日高里菜
- 第7回 種﨑敦美、新垣樽助
- 第8回 福山潤、日高里菜
- 第9回 福山潤、長月達平、梅原英司
- 第10回 種﨑敦美、朝井彩加
- 第11回 種﨑敦美、福山潤
- 第12回 福山潤、種﨑敦美
- 第13回 福山潤、種﨑敦美、長月達平[注釈 9]

## 音楽ライブ
ライブイベント『Vivy -Fluorite Eye's Song- Live Event ～Sing for Your Smile～』が、和光市民文化センター サンアゼリアおよび配信にて2021年11月14日に行われた。BD/DVD特典CD収録曲を含む全歌唱曲のほか、一部の劇伴曲についても演奏がなされた。
同イベントの映像に加え、ライブ音源CD・スタッフコメンタリー・アーティストコメンタリーが収録されたBD/DVDが2022年5月11日に発売された。
- 『Vivy -Fluorite Eye's Song- Live Event ～Sing for Your Smile～』BD:ANZX-10237/8/9、DVD:ANZB-10237/8/9